# Deutscher Eissport-Verband

Logo des DEV

Der Deutsche Eissport-Verband (DEV) war ein deutscher Sportfachverband. Er wurde 1888 als Deutscher Eislaufverband gegründet. Nach dem Zweiten Weltkrieg wurde am 18. September 1949 der Deutsche Eissport-Verband als Nachfolger gegründet. In den 1960er Jahren gründeten sich innerhalb des DEV fünf Einzelsportverbände, die im Verband zusammenarbeiteten. Ende 2006 löste sich der Verband auf.

## Geschichte

### Anfangszeit
An Ostern 1888 wurde in Berlin der Deutsche Nationale Eislauf-Verband gegründet und im September 1888 in Hamburg als Deutscher Eislaufverband wiedergegründet. Von 1889 bis 1897 waren österreichische Vereine Mitglied, der Verband nannte sich Deutscher und Österreichischer Eislaufverband. Nach dem Austritt der österreichischen Vereine wurde der Verband wieder in Deutscher Eislaufverband für deutsche Eislaufvereine umbenannt. Er vertrat die Interessen aller Eissportarten in Deutschland.
Der DEV richtete ab 1891 die Deutschen Meisterschaften im Eiskunstlauf – diese waren zuvor inoffiziell von den Hamburger Vereinen organisiert worden. Ebenso 1891 organisierte der DEV die erste Eiskunstlauf-Europameisterschaft. Ab 1897 richtete der DEV die Deutschen Eisschnelllaufmeisterschaften. 1912 wurde die erste Deutsche Eishockeymeisterschaft ausgeschrieben, ab 1926 wurden Deutsche Meisterschaften im Eisstockschießen ausgerichtet.
Am 10. April 1925 wurden neun Landeseissportverbände zugelassen: Bayern, Norddeutschland (Brandenburg), Ostdeutschland, Nordwestdeutschland, Südwestdeutschland, Sachsen, Thüringen, Niederschlesien und Oberschlesien.
Auch Vereine deutschsprachiger Minderheiten außerhalb Deutschlands wie die DEHG Prag waren Mitglied im DEV.

### Drittes Reich
Nach der Machtübernahme der NSDAP und der anschließenden Gleichschaltung der Sportverbände ging der DEV im Sommer 1934 im Fachamt 13: Eis- und Rollsport des Deutschen beziehungsweise Nationalsozialistischen Reichsbund für Leibesübungen auf.

### Wiederaufbau
Nach dem Zweiten Weltkrieg formierte sich am 24. Februar 1947 in Garmisch-Partenkirchen die Deutsche Eis- und Rollsport Arbeitsgemeinschaft (DERAG). Nach dem Austritt der Rollsportler wurde aus der DERAG am 18. Oktober 1947 die Deutsche Arbeitsgemeinschaft für Eissport (DAGE). Am 18. September 1949 wurde von der DAGE in Mannheim der Deutsche Eissport-Verband in der Nachfolge des Deutschen Eislauf-Verbandes gegründet. Als dessen Pendant in der DDR wurde 1958 der Deutsche Eislauf-Verband der DDR (DELV) gegründet. Nach der Deutschen Vereinigung ging der DELV im DEV auf.

### Bedeutungsverlust und Auflösung
Im Laufe der Zeit kam es zu einem zunehmenden Bedeutungsverlust des Verbandes, da sich mit dem Deutschen Eishockey-Bund (DEB, gegründet 1963), der Deutschen Eislauf-Union (DEU, 1964), der Deutschen Eisschnelllauf-Gemeinschaft (DESG), dem Deutschen Eisstock-Verband (DESV) und dem Deutschen Curling-Verband (DCV, 1966) fünf Einzelsportarten-Verbände gründeten und der Arbeit des DEV somit die Grundlage entzogen wurde. Die Rolle des DEV beschränkte sich nunmehr fast ausschließlich in der Verwaltung der Mitgliedschaften der Fachverbände im Deutschen Sportbund.
Am 22. Juli 2006 beschloss der DEV seine Auflösung, wirksam zum 31. Dezember 2006. Die fünf Einzelverbände gehören dem Deutschen Olympischen Sportbund nun als eigenständige Organisationen an. Satzungsgemäß gingen die Vermögensbestände des DEV mit der Auflösung der Geschäftsstelle in München an den Bayerischen Eissportverband über. Dagegen vertreten die Landesverbände weiterhin den gesamten Eissport ihres Bundeslandes (mit Ausnahme Nordrhein-Westfalens und Hessen, wo es den eigenständigen Eishockeyverband Nordrhein-Westfalen und den Eishockeyverband Hessen gibt).

## Präsidenten
- 1888 bis 1890 Oskar Bohn
- 1890 bis 1892 John Helbert
- 1892 bis 1897 Oskar Bohn
- 1897 bis 1906 Eugen Mahlau
- 1906 bis 1921 Otto Schwarz
- 1921 bis 1929 Herrmann Wendt
- 1929 Heinrich Burger
- 1929 bis 1930 Otto Schöning
- 1930 bis 1933/34 (?) Paul G. Hoffmann
- Leiter des Fachamts 13 im DRL 1934 bis 1938 Hermann Kleeberg
- Leiter des Fachamts 13 im NSRL 1938 bis (?) Max Hoenicke
- Vorsitzender der DERAG 1947 Eugen Query
- Vorsitzender der DAGE 1947 bis 1948 Ferdinand Baumer
- 1948 bis 1992 Herbert Kunze
- 1992 bis 1994 Heinz Henschel
- 1994 bis 2006 Dieter Hillebrand